# Димитрий Грольос
Димитрий (на гръцки: Δημήτριος, Димитриос) е гръцки духовник, митрополит на Вселенската патриаршия.

## Биография
Роден е в 1939 година в лъгадинското село Висока (Оса), Гърция със светското име Михаил Грольос (Μιχαήλ Γρόλλιος). Завършва богословие в Солунския университет.
Ръкоположен е за презвитер на 16 юли 1970 година. На 9 ноември 1980 година е ръкоположен за титулярен термски епископ, викарий на Германската митрополия в Мюнхен. Оттегля се на покой в 2001 година.
На 31 август 2020 година става метрески и атирски митрополит.
Умира в Солун на 22 октомври 2023 година.